# 選出もしくは任命された女性の副元首・元首代行の一覧
この項目は選出もしくは任命された女性の国家副元首・元首代行の一覧（せんしゅつもしくはにんめいされたじょせいのこっかふくげんしゅ・げんしゅだいこうのいちらん）である。本リストには、副大統領・国家副主席、元首代行に規定されている役職が含まれる。一部の副大統領経験者は、後に大統領や首相へ昇格している。

## 女性の副元首一覧
| 氏名                                           | 肖像          | 国名             | 職名              | 就任日         | 退任日         | 在任期間  |
| ---------------------------------------------- | ------------- | ---------------- | ----------------- | -------------- | -------------- | --------- |
| 宋慶齢                                         |               | 中国             | 副主席            | 1949年10月1日  | 1954年9月27日  | 4年361日  |
| 宋慶齢                                         | 1959年4月27日 | 中国             | 副主席            | 1975年4月17日  | 15年355日      |           |
| イサベル・ペロン                               |               | アルゼンチン     | 副大統領          | 1973年10月12日 | 1974年7月1日   | 262日     |
| ヴィオラ・バーナム                             |               | ガイアナ         | 副大統領          | 1985年8月      | 1991年10月     | -1611日   |
| ヴィクトリア・ガロン・デ・ドリアン             |               | コスタリカ       | 第2副大統領       | 1986年5月8日   | 1990年5月8日   | 4年0日    |
| グエン・チ・ディン                             |               | ベトナム         | 国家副主席        | 1987年4月19日  | 1992年7月19日  | 5年91日   |
| ブラガ・ディミトロヴァ                         |               | ブルガリア       | 副大統領          | 1992年1月22日  | 1993年7月6日   | 1年165日  |
| グエン・ティ・ビン                             |               | ベトナム         | 国家副主席        | 1992年10月18日 | 2002年8月12日  | 9年298日  |
| スペシオーザ・カジブウェ                       |               | ウガンダ         | 副大統領          | 1994年11月18日 | 2003年5月21日  | 8年184日  |
| レベッカ・グリンスパン                         |               | コスタリカ       | 第2副大統領       | 1994年5月8日   | 1998年5月8日   | 4年0日    |
| フリア・メナ                                   |               | ニカラグア       | 副大統領          | 1995年1月2日   | 1997年1月2日   | 2年0日    |
| ロザリア・アルテアガ                           |               | エクアドル       | 副大統領          | 1996年8月10日  | 1997年2月6日   | 180日     |
| ロザリア・アルテアガ                           | 1997年2月11日 | エクアドル       | 副大統領          | 1998年3月30日  | 1年47日        |           |
| ジャネット・ジェーガン                         |               | ガイアナ         | 首相・第1副大統領 | 1997年12月19日 | 1999年8月11日  | 1年235日  |
| イサトウ・ンジエ＝サイディ                     |               | ガンビア         | 副大統領          | 1997年3月20日  | 2017年1月18日  | 19年304日 |
| マスメ・エブテカール                           |               | イラン           | 副大統領          | 1997年8月23日  | 2005年9月7日   | 8年15日   |
| マスメ・エブテカール                           | 2013年9月10日 | イラン           | 副大統領          | 2017年8月13日  | 3年337日       |           |
| マスメ・エブテカール                           | 2017年8月9日  | イラン           | 副大統領          | 2021年9月1日   | 4年23日        |           |
| アストリッド・フィッシェル・ヴォリオ           |               | コスタリカ       | 第1副大統領       | 1998年5月8日   | 2002年5月8日   | 4年0日    |
| エリザベス・オディオ・ベニト                   |               | コスタリカ       | 第2副大統領       | 1998年5月8日   | 2002年5月8日   | 4年0日    |
| グロリア・アロヨ                               |               | フィリピン       | 副大統領          | 1998年6月30日  | 2001年1月20日  | 2年204日  |
| メガワティ・スティアワティ・スカルノプトゥリ   |               | インドネシア     | 副大統領          | 1999年10月21日 | 2001年7月23日  | 1年275日  |
| 呂秀蓮                                         |               | 台湾             | 副総統            | 2000年5月20日  | 2008年5月20日  | 8年0日    |
| ミラグロス・オルティス・ボッシュ               |               | ドミニカ共和国   | 副大統領          | 2000年8月16日  | 2004年8月16日  | 4年0日    |
| アディナ・バスティダス                         |               | ベネズエラ       | 副大統領          | 2000年12月24日 | 2002年1月13日  | 1年20日   |
| サンドラ・ピエラントッチ                       |               | パラオ           | 副大統領          | 2001年1月19日  | 2005年1月1日   | 3年348日  |
| リネス・サボリオ・チャヴェッリ                 |               | コスタリカ       | 第2副大統領       | 1998年5月8日   | 2002年5月8日   | 4年0日    |
| チュオン・ミー・ホア                           |               | ベトナム         | 国家副主席        | 2002年8月12日  | 2007年7月25日  | 4年347日  |
| テイマ・オノリオ                               |               | キリバス         | 副大統領          | 2003年7月10日  | 2016年3月12日  | 12年246日 |
| アナ・ビルマ・デ・エスコバル                   |               | エルサルバドル   | 副大統領          | 2004年6月1日   | 2009年6月1日   | 5年0日    |
| ジョイス・ムルル                               |               | ジンバブエ       | 第1副大統領       | 2004年12月6日  | 2014年12月8日  | 10年2日   |
| プムズィレ・ムランボ＝ヌクカ                   |               | 南アフリカ共和国 | 副大統領          | 2005年6月22日  | 2008年9月23日  | 3年93日   |
| ファテメ・ジャバディ                           |               | イラン           | 副大統領          | 2005年9月7日   | 2009年8月31日  | 3年358日  |
| アリス・ンゾムクンダ                           |               | ブルンジ         | 副大統領          | 2005年8月29日  | 2006年9月5日   | 1年7日    |
| ナジャーハ・アル＝アッタール                   |               | シリア           | 副大統領          | 2006年3月23日  | 2024年12月8日  | 18年107日 |
| ラウラ・チンチージャ                           |               | コスタリカ       | 第2副大統領       | 2006年5月8日   | 2008年5月8日   | 2年0日    |
| ルルド・メンドーサ                             |               | ペルー           | 第2副大統領       | 2006年7月28日  | 2011年5月8日   | 5年0日    |
| マリナ・バランパマ                             |               | ブルンジ         | 副大統領          | 2006年9月8日   | 2011年5月8日   | 5年0日    |
| グエン・ティ・ゾアン                           |               | ベトナム         | 国家副主席        | 2007年7月25日  | 2016年4月8日   | 8年258日  |
| バレカ・ムベテ                                 |               | 南アフリカ共和国 | 副大統領          | 2008年9月23日  | 2009年5月9日   | 228日     |
| ジョイス・バンダ                               |               | マラウイ         | 副大統領          | 2009年5月29日  | 2012年4月7日   | 2年314日  |
| グラディス・マリア・ベヘラーノ・ポルテラ       |               | キューバ         | 国家評議会副議長  | 2009年12月20日 | 2019年10月10日 | 9年294日  |
| ファテメ・ボダギ                               |               | イラン           | 副大統領          | 2009年11月30日 | 2013年8月11日  | 3年254日  |
| ナスリン・ソルタンカ                           |               | イラン           | 副大統領          | 2009年11月14日 | 2013年10月8日  | 3年328日  |
| マリア・アントニエタ・デ・ボグラン             |               | ホンジュラス     | 第1副大統領       | 2010年1月27日  | 2014年1月27日  | 4年0日    |
| モニーク・ベルポー                             |               | モーリシャス     | 副大統領          | 2010年11月13日 | 2016年4月3日   | 5年142日  |
| マリソル・エスピノサ                           |               | ペルー           | 第1副大統領       | 2011年7月28日  | 2016年7月28日  | 5年0日    |
| ロクサーナ・バルデッティ                       |               | グアテマラ       | 副大統領          | 2012年1月14日  | 2015年5月9日   | 3年115日  |
| マルガリータ・ポポヴァ                         |               | ブルガリア       | 副大統領          | 2012年1月22日  | 2017年1月22日  | 5年0日    |
| マルガリータ・セデーニョ                       |               | ドミニカ共和国   | 副大統領          | 2012年8月16日  | 2020年8月16日  | 20年0日   |
| マリアム・モジタヘザデ                         |               | イラン           | 副大統領          | 2013年7月27日  | 2013年10月8日  | 73日      |
| エルハム・アミンザデ                           |               | イラン           | 副大統領          | 2013年8月11日  | 2016年7月12日  | 2年336日  |
| シャヒンドクト・モラヴェルディ                 |               | イラン           | 副大統領          | 2013年10月8日  | 2017年8月9日   | 3年305日  |
| エイバ・ロッサナ・ゲバラ                       |               | ホンジュラス     | 第2副大統領       | 2014年1月27日  | 2018年1月26日  | 7年364日  |
| ロレーナ・エンリケタ・エレーラ                 |               | ホンジュラス     | 第3副大統領       | 2014年1月27日  | 2018年1月26日  | 7年364日  |
| アナ・ヘレナ・チャコン                         |               | コスタリカ       | 第2副大統領       | 2014年5月8日   | 2018年5月8日   | 4年0日    |
| イサベル・サン・マロ                           |               | パナマ           | 副大統領          | 2014年7月1日   | 2019年7月1日   | 5年0日    |
| イノンゲ・ウィナ                               |               | ザンビア         | 副大統領          | 2015年1月26日  | 2021年8月24日  | 6年210日  |
| サミア・スルフ・ハッサン                       |               | タンザニア       | 副大統領          | 2015年11月5日  | 2021年3月19日  | 5年134日  |
| ガブリエラ・ミケッティ                         |               | アルゼンチン     | 副大統領          | 2015年12月10日 | 2019年12月10日 | 4年0日    |
| ダン・ティ・ゴック・ティン                     |               | ベトナム         | 国家副主席        | 2016年4月8日   | 2021年4月6日   | 5年0日    |
| レニー・ロブレド                               |               | フィリピン       | 副大統領          | 2016年6月30日  | 2022年6月30日  | 6年0日    |
| メルセデス・アラオス                           |               | ペルー           | 第2副大統領       | 2016年6月30日  | 2018年3月23日  | 1年266日  |
| メルセデス・アラオス                           | 第1副大統領   | ペルー           | 2018年3月23日     | 2020年5月7日   | 2年45日        |           |
| ザフラ・アフマディプール                       |               | イラン           | 副大統領          | 2013年8月11日  | 2016年7月12日  | 2年336日  |
| ロサリオ・ムリージョ                           |               | ニカラグア       | 副大統領          | 2017年1月10日  | 2025年2月18日  | 8年39日   |
| イリアナ・イオトヴァ                           |               | ブルガリア       | 副大統領          | 2017年1月22日  | （現職）       | 8年205日  |
| メフリバン・アリエヴァ                         |               | アゼルバイジャン | 副大統領          | 2017年2月21日  | （現職）       | 8年175日  |
| ファトゥマタ・タンバジャン                     |               | ガンビア         | 副大統領          | 2017年1月23日  | 2018年6月29日  | 1年157日  |
| ラヤ・ジョネイデイ                             |               | イラン           | 副大統領          | 2017年8月9日   | 2021年9月1日   | 4年23日   |
| ルシア・トポランスキー                         |               | ウルグアイ       | 副大統領          | 2017年9月13日  | 2020年3月1日   | 2年170日  |
| マリア・アレハンドラ・ビクーニャ               |               | エクアドル       | 副大統領          | 2017年10月4日  | 2018年12月4日  | 1年61日   |
| ジュエル・テーラー                             |               | リベリア         | 副大統領          | 2018年1月22日  | 2024年1月22日  | 6年0日    |
| オルガ・マルガリータ・アルバラード             |               | ホンジュラス     | 第2副大統領       | 2018年1月26日  | 2022年1月27日  | 4年1日    |
| マリア・アントニア・リベラ                     |               | ホンジュラス     | 第2副大統領       | 2018年1月26日  | 2022年1月27日  | 4年1日    |
| エプシ・キャンベル・バー                       |               | コスタリカ       | 第1副大統領       | 2018年5月8日   | 2022年5月8日   | 4年0日    |
| アリシア・プチェタ                             |               | パラグアイ       | 副大統領          | 2018年5月9日   | 2018年8月15日  | 98日      |
| デルシー・ロドリゲス                           |               | ベネズエラ       | 副大統領          | 2018年6月4日   | （現職）       | 7年72日   |
| マルタ・ルシア・ラミレス                       |               | コロンビア       | 副大統領          | 2018年8月7日   | 2022年8月7日   | 4年0日    |
| イサトゥ・トゥレー                             |               | ガンビア         | 副大統領          | 2019年3月15日  | 2022年5月4日   | 3年50日   |
| クリスティーナ・フェルナンデス・デ・キルチネル |               | アルゼンチン     | 副大統領          | 2019年12月10日 | 2023年12月10日 | 4年0日    |
| レベッカ・ニャンデン・デ・マビオル             |               | 南スーダン       | 第4副大統領       | 2020年2月21日  | （現職）       | 5年175日  |
| ベアトリス・アルヒモン                         |               | ウルグアイ       | 副大統領          | 2020年3月1日   | 2025年3月1日   | 5年0日    |
| マリア・アレハンドラ・ムニョス                 |               | エクアドル       | 副大統領          | 2020年7月22日  | 2021年5月24日  | 306日     |
| ラケル・ペーニャ                               |               | ドミニカ共和国   | 副大統領          | 2020年8月16日  | （現職）       | 4年364日  |
| カマラ・ハリス                                 |               | アメリカ合衆国   | 副大統領          | 2021年1月20日  | 2025年1月20日  | 4年0日    |
| ウドゥッチ・センゲバウ・シニョール             |               | パラオ           | 副大統領          | 2021年1月20日  | 2025年1月16日  | 3年362日  |
| パニー・ヤートートゥー                         |               | ラオス           | 副主席            | 2021年3月22日  | （現職）       | 4年146日  |
| ボー・ティ・アイン・スアン                     |               | ベトナム         | 国家副主席        | 2021年4月6日   | （現職）       | 4年131日  |
| マリアム・チャビ・タラタ                       |               | ベナン           | 副大統領          | 2021年5月24日  | （現職）       | 4年83日   |
| ジェシカ・アルポ                               |               | ウガンダ         | 副大統領          | 2022年6月21日  | （現職）       | 4年55日   |
| ディナ・ボルアルテ                             |               | ペルー           | 第1副大統領       | 2021年7月28日  | 2022年12月7日  | 1年132日  |
| ムタレ・ナルマンゴ                             |               | ザンビア         | 副大統領          | 2021年8月24日  | （現職）       | 3年356日  |
| エンシエ・カザリ                               |               | イラン           | 副大統領          | 2021年9月1日   | （現職）       | 3年348日  |
| ドリス・グティエレス                           |               | ホンジュラス     | 第2副大統領       | 2022年1月27日  | （現職）       | 3年200日  |
| マリー・ムニベ                                 |               | コスタリカ       | 第2副大統領       | 2022年5月28日  | （現職）       | 3年79日   |
| サラ・ドゥテルテ                               |               | フィリピン       | 副大統領          | 2022年6月30日  | （現職）       | 3年46日   |
| フランシア・マルケス                           |               | コロンビア       | 副大統領          | 2022年8月7日   | （現職）       | 3年8日    |
| エスペランサ・ダ・コスタ                       |               | アンゴラ         | 副大統領          | 2022年9月15日  | （現職）       | 2年334日  |
| ローズ・クリスティアンヌ・オスカ・ラポンダ     |               | ガボン           | 副大統領          | 2022年1月9日   | 2022年8月30日  | 1年233日  |
| ベロニカ・アバド                               |               | エクアドル       | 副大統領          | 2023年11月25日 | （現職）       | 1年263日  |
| ビクトリア・ビヤルエル                         |               | アルゼンチン     | 副大統領          | 2022年12月10日 | （現職）       | 1年248日  |
| カリン・エレーラ                               |               | グアテマラ       | 副大統領          | 2024年1月15日  | （現職）       | 1年212日  |
| ネトゥンボ・ナンディ＝ンダイトワ               |               | ナミビア         | 副大統領          | 2024年2月4日   | 2025年3月21日  | 1年45日   |
| 蕭美琴                                         |               | 台湾             | 副総統            | 2024年5月20日  | （現職）       | 1年87日   |
| ルシア・ウィットボーイ                         |               | ナミビア         | 副大統領          | 2025年3月22日  | （現職）       | 146日     |

## 元首代行に指定されている役職に就いた女性の一覧
この一覧では、大統領継承順位1位に指定されている役職を含める。（例：韓国の国務総理及びドイツの連邦参議院議長）
| 氏名                         | 肖像 | 国名       | 職名         | 就任日        | 退任日        | 在任期間 | 元首代行への就任歴                                                             |
| ---------------------------- | ---- | ---------- | ------------ | ------------- | ------------- | -------- | ------------------------------------------------------------------------------ |
| ザビーネ・ベルクマン＝ポール |      | 東ドイツ   | 人民議会議長 | 1990年4月5日  | 1990年10月2日 | 180日    | 暫定国家元首 （1990年4月5日 – 1990年10月2日）                                  |
| ナターシャ・ミチッチ         |      | セルビア   | 国民議会議長 | 2002年12月6日 | 2004年1月27日 | 1年52日  | 暫定大統領 （2002年12月29日 – 2004年1月27日）                                  |
| ニノ・ブルジャナゼ           |      | ジョージア | 国会議長     | 2001年11月9日 | 2008年6月7日  | 6年211日 | 暫定大統領 （2003年11月24日 – 2004年1月25日、 2007年11月25日 – 2008年1月20日） |
| 張裳                         |      | 韓国       | 国務総理代理 | 2002年7月11日 | 2002年7月31日 | 20日     | なし。                                                                         |
| 韓明淑                       |      | 韓国       | 国務総理     | 2006年4月19日 | 2007年3月7日  | 322日    | なし。                                                                         |